# Sokiriany (stacja kolejowa)
Sokiriany (ukr. Сокиряни) – stacja kolejowa w miejscowości Sokiriany, w rejonie dniestrzańskim, w obwodzie czerniowieckim, na Ukrainie. Położona jest na linii Czerniowce – Ocnița.
Na stacji znajduje się ukraińskie przejście graniczne na granicy z Mołdawią. Stacją graniczną po stronie mołdawskiej jest Ocnița.